# Meiosimyza laeta
Meiosimyza laeta är en tvåvingeart som först beskrevs av Zetterstedt 1838.  Meiosimyza laeta ingår i släktet Meiosimyza och familjen lövflugor. Inga underarter finns listade i Catalogue of Life.